# Marko-WGTU Witebsk
Marko-WGTU Witebsk – białoruski męski klub siatkarski z Witebska powstały w latach 80. XX wieku pod nazwą Kirowiec. Trzykrotny mistrz Białorusi oraz czterokrotny zdobywca Pucharu Białorusi. Od powstania mistrzostw niepodległej Białorusi występuje w najwyższej klasie rozgrywkowej – wyższej lidze.
W swojej historii klub nosił nazwy: Kirowiec, Sputnik, Dinamo-01, Marko-Dinamo-01, Marko, a obecnie Marko-WGTU.
Swoje mecze domowe Marko-WGTU rozgrywa w kompleksie sportowym "Witiazʹ" (ros. Витязь).

## Nazwy drużyny
- do 1992 – Kirowiec (ros. Кировец, biał. Кіравец, Kirawiec)
- 1992-1997 – Sputnik (ros. Спутник, biał. Спадарожнік, Spadarożnik)
- 1997-1999 – Dinamo-01 (ros. Динамо-01, biał. Дынама-01, Dynama-01)
- 1999-2006 – Marko-Dinamo-01 (ros. Марко-Динамо-01, biał. Марка-Дынама-01, Marka-Dynama-01)
- 2006-2015 – Marko (ros. Марко, biał. Марка, Marka)
- od 2015 – Marko-WGTU (ros. Марко-ВГТУ, biał. Марка-ВДТУ, Marka-WDTU)

## Historia
Klub pod nazwą Kirowiec powstał w latach 80. z inicjatywy Michaiła Ramanowicza. W sezonie 1991/1992 grał w 1. lidze ZSRR stanowiącej drugi poziom rozgrywkowy. W pierwszej edycji mistrzostw niepodległej Białorusi, która odbyła się w 1992 roku, Kirowiec zajął 2. miejsce. Od sezonu 1992/1993 do końca sezonu 1996/1997 tytularnym sponsorem klubu z Witebska było biuro podróży Sputnik. Był to czas, w którym zespół osiągnął największe sukcesy, zdobywając trzykrotnie mistrzostwo (1993-1995) i dwukrotnie wicemistrzostwo Białorusi (1996, 1997), a także trzykrotnie Puchar Białorusi (1992, 1993, 1995). Występował również w europejskich pucharach. W sezonach 1993/1994-1995/1996 uczestniczył w Pucharze Mistrzów, w sezonie 1995/1996 po odpadnięciu z Pucharu Mistrzów – w Pucharze CEV, natomiast w sezonie 1996/1997 – w Pucharze Zdobywców Pucharów.
Po odejściu głównego sponsora klub w sezonie 1997/1998 przyjął nazwę Dinamo-01. W sezonie 1998/1999 drużyna zdobyła Puchar Białorusi i zajęła 3. miejsce w mistrzostwach Białorusi. W sezonie 1999/2000 sponsorem tytularnym zostało przedsiębiorstwo Marko (ros. Беларуская гарбарна-абутковая кампанія «Марка», Biełaruskaja garbarna-abutkowaja kampanіia «Marka»; biał. Biełaruskaja harbarna-abutkowaja kampanija "Marka"). Od tego momentu klub grał pod nazwą Marko-Dinamo-01. W sezonie 1999/2000 zdobył wicemistrzostwo Białorusi, a w sezonie 2000/2001 – brązowy medal mistrzostw Białorusi.
W latach 2006–2015 witebska drużyna nosiła nazwę Marko. We wrześniu 2012 roku zarejestrowana została instytucja sportowa Witiebskij obłastnoj wolejbolnyj kłub (ros. Витебский областной волейбольный клуб; biał. Віцебскі абласны валейбольны клуб, Wiciebski abłasny walejbolny kłub), a drużyna Marko weszła w jej skład. W grudniu 2015 roku Witiebskij obłastnoj wolejbolnyj kłub został zastąpiony przez Witiebskij obłastnoj kłub po igrowym widam sporta (ros. Витебский областной клуб по игровым видам спорта; biał. Віцебскі абласны клуб па гульнявых відах спорту, Wiciebski abłasny kłub pa hulniawych widach sportu). Jego rolą jest zapewnienie działalności, utrzymanie i wsparcie finansowe czołowych witebskich drużyn, tj.:
- koszykarskiego męskiego zespołu RUBON,
- siatkarskiej męskiej drużyny Marko-WGTU,
- żeńskiej drużyny piłki ręcznej Witiebczanka,
- specjalistycznej dziecięco-młodzieżowej szkoły rezerw olimpijskich[4].

Do nazwy klubu Marko dołączony został człon WGTU, dla podkreślenia ścisłej współpracy z Witebskim Państwowym Uniwersytetem Technicznym. Marko-WGTU w 2021 roku doszedł do finału Pucharu Białorusi, w którym przegrał z Szachciorem Soligorsk, natomiast w latach 2020 i 2022 w rozgrywkach o Puchar Białorusi zajął 3. miejsce.

## Osiągnięcia
- Mistrzostwa Białorusi:
  -  1. miejsce (3x): 1993, 1994, 1995
  -  2. miejsce (4x): 1992, 1996, 1997, 2000
  -  3. miejsce (2x): 1999, 2001
- Puchar Białorusi: 1992, 1993, 1995, 1998

## Udział w europejskich pucharach
| Sezon     | Rozgrywki                 | Osiągnięcie             |
| --------- | ------------------------- | ----------------------- |
| 1993/1994 | Puchar Mistrzów Klubowych | I runda kwalifikacyjna  |
| 1994/1995 | Puchar Mistrzów Klubowych | 1/8 finału              |
| 1995/1996 | Puchar Mistrzów Klubowych | I runda kwalifikacyjna  |
| 1995/1996 | Puchar CEV                | II runda kwalifikacyjna |
| 1996/1997 | Puchar Zdobywców Pucharów | faza grupowa            |
| 1999/2000 | Puchar Zdobywców Pucharów | II runda kwalifikacyjna |
| Źródło:   |                           |                         |